# Plagiorhynchus urichi
Plagiorhynchus urichi är en hakmaskart som först beskrevs av Louis de Marval 1902.  Plagiorhynchus urichi ingår i släktet Plagiorhynchus och familjen Plagiorhynchidae. Inga underarter finns listade i Catalogue of Life.